# Armand de Quatrefages

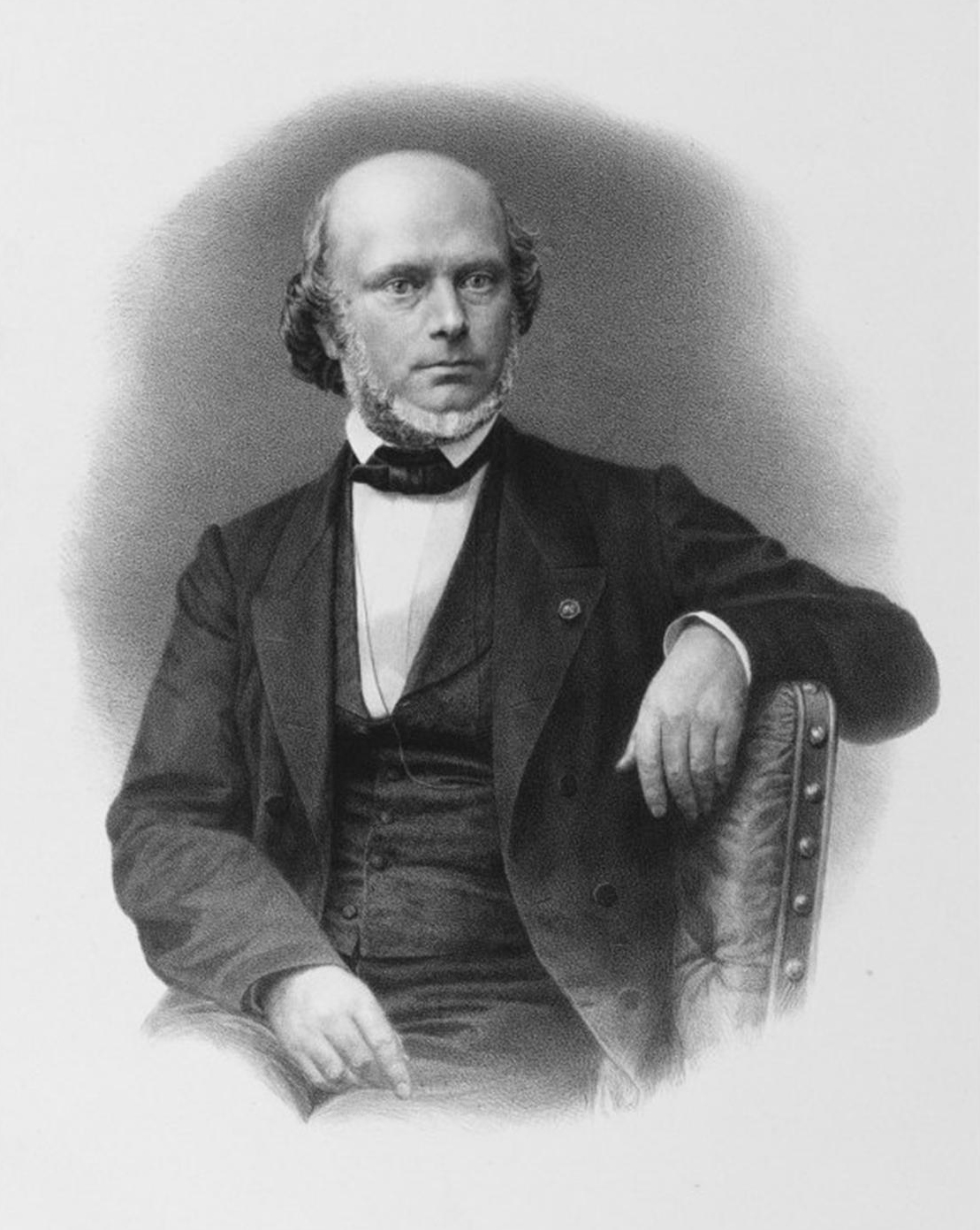
Armand de Quatrefages

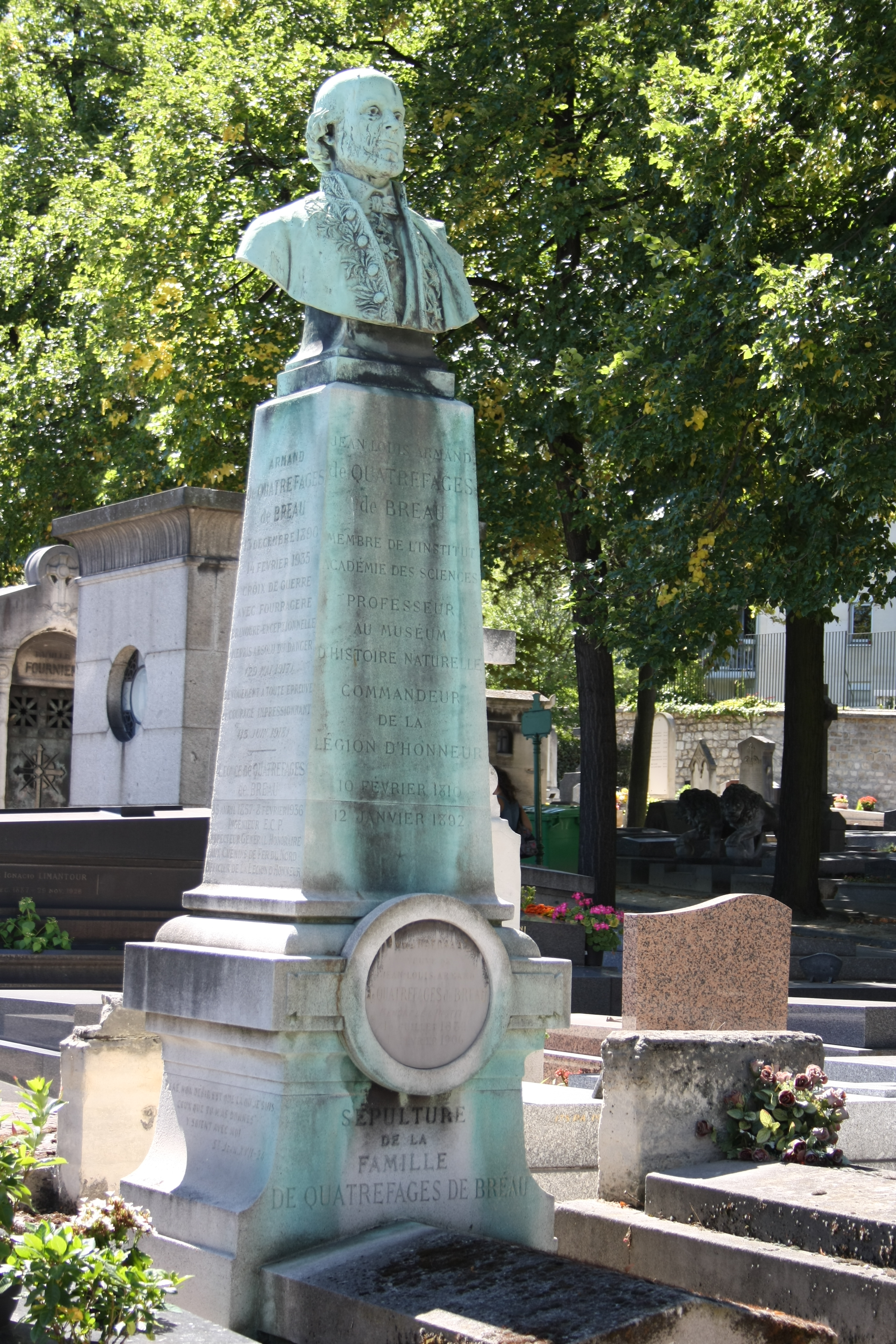
Familiengrab mit Büste von Armand de Quatrefages auf dem Cimetière Montparnasse in Paris

Jean Louis Armand de Quatrefages de Bréau (* 10. Februar 1810 in Berthézène, Valleraugue, Département Gard; † 12. Januar 1892 in Paris) war ein französischer Zoologe und Anthropologe.

## Leben und Wirken
Quatrefages war ein Sohn von Jean-François de Quatrefages de Bréau (1767–1858) und dessen zweiter Frau Louise-Marguerite-Henriette-Camille de Cabanes (1786–1874).
Er erhielt eine protestantische Ausbildung. Von 1822 bis 1826 besuchte Quatrefages das Collège royal in Tournon. Anschließend begann er an der Universität Straßburg ein Medizinstudium. Mit der Verteidigung zweier Dissertationen aus den Bereichen Mechanik und Astronomie erlangte er 1830 den Grad eines „Doctorat ès Sciences“ (Doktor der Naturwissenschaften). Daraufhin erhielt er eine Assistenzstelle für Chemie und Physik an der medizinischen Fakultät der Universität. 1832 machte seinen Abschluss als Doktor der Medizin. Im folgenden Jahr siedelte er nach Toulouse über, wo er als Arzt praktizierte. In Toulouse wurde Quatrefages Professor für Zoologie an der Universität Toulouse und gründete mit Augustin Dassier (1805–1863) die Zeitschrift Journal de médicine et de chirurgie de Toulouse. 
1839 zog er nach Paris, um sich besser seinen Forschungen widmen zu können. Ab 1840 beschäftigte sich Quatrefages, mit Unterstützung durch Henri Milne-Edwards, mit den Wirbellosen. Er bereiste die französische Atlantikküste und nahm 1844 mit Milne-Edwards und Émile Blanchard an einer zoologische Mission vor der Küste von Sizilien teil. Diese Forschungsreisen beschrieb Quatrefages von 1842 bis 1853 in der Zeitschrift Revue des Deux Mondes unter dem Titel Souvenirs d’un naturaliste bevor sie 1854 in Buchform veröffentlicht wurde. 1850 wurde er Professur für Naturgeschichte am Lycée Napoléon. Von 1845 bis 1854 veröffentlichte Quatrefages unter dem übergeordneten Titel Études sur les types inférieurs de l’embranchement des annelés zahlreiche Artikel über Ringelwürmer (Annelida).
1855 erhielt er, durch die Unterstützung von Milne-Edwards, den vakanten Lehrstuhl für Anthropologie und Ethnografie am Muséum national d’histoire naturelle und wandte sich dadurch der Anthropologie zu. Sein Werk La Race prussienne (1871, „Die preußische Rasse“) führte nach dem Deutsch-Französischen Krieg zu einer polemischen Auseinandersetzung mit Rudolf Virchow. Eine kürzere Fassung erschien zuvor in der Revue des Deux Mondes.
1872 gehörte Quatrefages zu den Gründern der Association française pour l’avancement des sciences.

## Ehrungen
Quatrefages war Mitglied zahlreicher in- und ausländischer wissenschaftlicher Gesellschaften.
Am 26. April 1852 wurde er in die Académie des sciences und am 3. April 1879 als Auslandsmitglied („Foreign Member“) in die Royal Society gewählt. Die Bayerische Akademie der Wissenschaften nahm ihn 1864 als auswärtiges Mitglied auf. Die Académie royale des Sciences, des Lettres et des Beaux-Arts de Belgique nahm ihn im Dezember 1883 als assoziiertes Mitglied (Élu associé) auf. Seit 1891 war er gewähltes Mitglied der American Philosophical Society.
Am 25. April 1845 wurde Quatrefages Ritter und am 14. August 1863 Offizier der Ehrenlegion.

## Schriften (Auswahl)
Dissertationen
- Theorie d’un coup de canon. Straßburg 1829 – Mechanik-Dissertation vom 19. November 1829.
- Mouvement des aérolithes considérés comme des masses disséminées dans l’espace par l’impulsion des volcans lunaires. Straßburg 1830 – Astronomie-Dissertation vom 23. Dezember 1830.
- De l’extroversion de la vessie. Straßburg 1832 (Digitalisat) – Medizin-Dissertation vom 20. August 1832.
- Thèse sur les caractères zoologiques des rongeurs et sur leur dentition en particulier. Paris 1840 (Digitalisat) darin:
  - Thèse sur les rongeurs fossiles. (Digitalisat).

Bücher
- Souvenirs d’un naturaliste. 2 Bände. Paris 1854 (Band 1, Band 2).
- Études sur les maladies actuelles du ver à soie. Paris 1859 (Digitalisat).
- Physiologie comparée. Métamorphoses de l’homme et des animaux. Paris / London / New York 1862 (Digitalisat).
  - Metamorphoses of Man and the Lower animals. Hardwicke, London 1864 (Digitalisat) – übersetzt von Henry Lawson.
  - Метаморфозы человека и животных. Moskau 1864.
- Les Polynésiens et leurs migrations. Paris 1866 (Digitalisat).
- Histoire naturelle des Annelés marins et d’eau douce. Annélides et géphyriens. 2 Bände, Paris 1865 (Band 1, Band 2, Teil 1, Band 2, Teil 2).
- Rapport sur les progrés de l’anthropologie. Paris 1867 (Digitalisat).
- Charles Darwin et ses précurseurs français. Étude sur le transformisme. Paris 1870 (Digitalisat).
- La Race prussienne. Paris 1871 (Digitalisat)
  - The Prussian race ethnologically considered. London 1872 (Digitalisat) – übersetzt von Isabella Innes.
- L’Espèce humaine. Paris 1877 (Digitalisat).
- Crania ethnica. Les cranes des races humaines. Paris 1882 (Digitalisat) – mit Ernest Hamy.
- Hommes fossiles et hommes sauvages. Paris 1884 (Digitalisat).
- Histoire générale des races humaines. 2 Bände, Paris 1887–1889 (Digitalisat).
- Les Pygmées. Paris 1887 (Digitalisat)

Zeitschriftenbeiträge
Allein bis 1863 veröffentlichte Quatrefages über einhundert Zeitschriftenbeiträge.
- Souvenirs d’un naturaliste. In: Revue des Deux Mondes. Paris 1842–1853:
  - L’archipel de Chausey. 4. Folge, Band 30, Nr. 3, 1. Mai 1842, S. 349–381 (JSTOR:44694040).
  - L’Île de Bréhat. – Le Phare des Héhaux. Neue Folge, Band 5, Nr. 4, 15. Februar 1844, S. 599–638 (JSTOR:44727645).
  - Les Côtes de Sicile. I. La Grotte de San-Ciro, La Torre dell’ Isola. Neue Folge, Band 12, Nr. 6, 15. Dezember 1845, S. 959–979 (JSTOR:44694118).
  - Les Côtes de Sicile. II. Le Golfe de Castellamare. – Santo-Vito. Neue Folge, Band 13, Nr. 4, 15. Februar 1846, S. 694–714 (JSTOR:44690330).
  - Les Côtes de Sicile. III. Trapani. – Les Iles Favignana. Neue Folge, Band 16, Nr. 2, 15. Oktober 1846, S. 276–297 (JSTOR:44690443).
  - Les Côtes de Sicile. IV. Milazzo. – Stromboli. Neue Folge, Band 17, Nr. 1, 1. Januar 1847, S. 120–149 (JSTOR:44690477).
  - Les Côtes de Sicile. V. L’Etna. Band 19, Nr. 1,  1. Juli 1847, S. 5–36 (JSTOR:44690588).
  - La Baie de Biscaye. I. Biarritz, Guettary, Saint-Jean-de-Luz. 1. Neue Folge, Band 5, Nr. 2, 15. Januar 1850, S. 220–244 (JSTOR:44691055).
  - La Baie de Biscaye. II. Saint-Sébastien. 1. Neue Folge, Band 5, Nr. 6, 15. März 1850, S. 1060–1099 (JSTOR:44691081).
  - Les Côtes de Saintonge. I. La Rochelle. 2. Neue Folge, Band 2, Nr. 2, 15. April 1853, S. 209–235 (JSTOR:44694349).
  - Les Côtes de Saintonge. II. Chatelaillon. Esnandes. 2. Neue Folge, Band 2, Nr. 4, S. 766–798, 15. Mai 1853 (JSTOR:44694368).
- Rapport sur une série de Memoires de M. A. de Quatrefages, relatifs à l’organisation animaux sans vertèbres des côtes de la Manche. In: Annales des sciences naturelles. Zoologie. 3. Folge, Band 1, 1844, S. 5–24 (Digitalisat).
  - = Rapport sur une série de Memoires de M. Armand de Quatrefages, relatifs à l’organisation de divers animaux sans vertèbres des côtes de la Manche. In: Les Comptes rendus hebdomadaires des séances de l’Académie des sciences. Band 18, Paris 1844, S. 67–82. (Digitalisat).
- Études sur les types inférieurs de l’embranchement des annelés. 1845–1854.
  - Mémoire sur l’organisation des Pycnogonides. In: Annales des sciences naturelles. Zoologie. 3. Folge, Band 4, 1845, S. 69–83 (Digitalisat).
  - Mémoire sur quelques planairées marines appartenant aux genres Tricelis (Ehr.), Polycelis (Ehr.), Prosthiostomum (Nob.), Proceros (Nob.), Eolidiceros (Nob.), et Stylochus (Ehr). In: Annales des sciences naturelles. Zoologie. 3. Folge, Band 4, 1845, S. 129–184 (Digitalisat).
  - Mémoire sur la famille des Némertiens (Nemertea). In: Annales des sciences naturelles. Zoologie. 3. Folge, Band 6, 1846, S. 173–303 (Digitalisat).
  - Mémoire sur l’Echiure de Gaertner (Echiurus gaertnerii Nob.). In: Annales des sciences naturelles. Zoologie. 3. Folge, Band 7, 1847, S. 307–343 (Digitalisat).
  - Mémoire sur la famille des Hermelliens (Hermellea Nob.). In: Annales des sciences naturelles. Zoologie. 3. Folge, Band 10, 1848, S. 5–58 (Digitalisat).
  - Mémoire sur la famille des Chlorèmiens, Chloroemea, Nob. In: Annales des sciences naturelles. Zoologie. 3. Folge, Band 12, 1849, S. 277–306 (Digitalisat).
  - Mémoire sur la famille des Polyophthalmiens (Polyophthalmea Nob.). In: Annales des sciences naturelles. Zoologie. 3. Folge, Band 13, 1850, S. 5–24 (Digitalisat).
  - Mémoire sur les organes des sens des Annélides. In: Annales des sciences naturelles. Zoologie. 3. Folge, Band 13, 1850, S. 25–41 (Digitalisat).
  - Sur la circulation des Annélides. In: Annales des sciences naturelles. Zoologie. 3. Folge, Band 14. 1850, S. 281–289 (Digitalisat).
  - Sur la respiration des Annélides. In: Annales des sciences naturelles. Zoologie. 3. Folge, Band 14, 1850, S. 290–301 (Digitalisat).
  - Mémoire sur le système nerveux des annélides proprement dites. In: Annales des sciences naturelles. Zoologie. 3. Folge, Band 14, 1850, S. 329–398 (Digitalisat).
  - Mémoire sur le système nerveux, les affinités et les analogies des Lombrics et des Sangsues (Extrait.). In: Annales des sciences naturelles. Zoologie. 3. Folge, Band 18, 1852, S. 167–178 (Digitalisat).
  - Mémoire sur le Branchellion de d’Orbigny. (B. Orbiniensis, A. de Q.). In: Annales des sciences naturelles. Zoologie. 3. Folge, Band 18, 1852, S. 279–328 (Digitalisat).
  - Note sur le système nerveux et sur quelques autres points de l’anatomie des Albiones (2). In: Annales des sciences naturelles. Zoologie. 3. Folge, Band 18, 1852, S. 328–336 (Digitalisat).
  - Mémoire sur la géneration alternante des Syllis. In: Annales des sciences naturelles. Zoologie. 4. Folge, Band 2, 1854, S. 143–151 (Digitalisat).
- Mémoire sur le genre Taret (Teredo Lin.). In: Annales des sciences naturelles. Zoologie. 3. Folge, Band 11, 1849, S. 19–64 (Digitalisat).
- Nouvelles recherches sur les maladies actuelles du ver à soie faites en 1859. In: Mémoires de l’Académie des sciences de l’Institut impérial de France. Band 30, 1860, S. 521–638 (Digitalisat).
- Histoire naturelle de l’Homme. – Unité de l’espèce humaine. In: Revue des Deux Mondes. 2. Folge, 1860–1861: 
  - [I. Empires et règnes de la nature. Règne humain]. Band 30, Nr. 4, 1860, S. 807–833 (JSTOR:44728010).
  - II. L’Espèce – la Variété – la Race. Band 31, Nr. 1, 1861, S. 155–175 (JSTOR:44728026).
  - III. Races végétales et animales. Band 31, Nr. 2, 1861, S. 412–435 (JSTOR:44716954).
  - IV. Des Variations dans les êtres organisés. Band 31, Nr. 3, 1861, S. 626–656 (JSTOR:44728035).
  - V. Origine des variétés et formation des races dans les êtres organisés. Band 31, Nr. 4, 1861, S. 938–969 (JSTOR:44728026).
  - VI. Du Croisement dans les êtres organisés. Band 32, Nr. 1, 1861, S. 145–177 (JSTOR:44716975).
  - VII. Les théories polygénistes. Objections générales: Croisement des groupes humains. Band 32, Nr. 2, 1861, S. 436–464  (JSTOR:44725779).
  - VIII. Les théories polygénistes. Actions de milieu, théorie d’Agassiz. Band 32, Nr. 3, 1861, S. 635–671 (JSTOR:44716983).
- Les crania Ethnica. In: Bulletins de la Société d’anthropologie de Paris. 2. Folge, Band 10, 1875, S. 612–619 (Digitalisat).
- Nouvelles etudes sur la distribution geographique des Negritos et sur leur identification avec les pygmees asiatiques de otesias et de pline. In: Revue d’ethnographie. Band 1, Paris 1882, S. 177–225 (Digitalisat).

Sonstige
- Précis historique sur la ville de La Rochelle. In: Louis-Marie Meschinet de Richemond: La Rochelle et ses environs. La Rochelle 1866, S. 7–46 (Digitalisat).

Postum
- Les émules de Darwin. 2 Bände. F. Alcan, Paris 1894 (Band 1, Band 2).